# Omro (hrabstwo Winnebago)
Omro – miasto w Stanach Zjednoczonych, w stanie Wisconsin, w hrabstwie Winnebago.